# Deilocerus perpusillus
Deilocerus perpusillus är en kräftdjursart som först beskrevs av M. J. Rathbun 1901.  Deilocerus perpusillus ingår i släktet Deilocerus och familjen Cyclodorippidae. Inga underarter finns listade i Catalogue of Life.